# 天使とヤコブの闘い
天使とヤコブの闘い（てんしとヤコブのたたかい、英: Jacob Wrestling with the Angel, 仏: La Lutte de Jacob avec l'Ange）は、『旧約聖書』の「創世記」32章の場面である。これまで何人もの芸術家がこの題材を描いてきた。

## 絵画

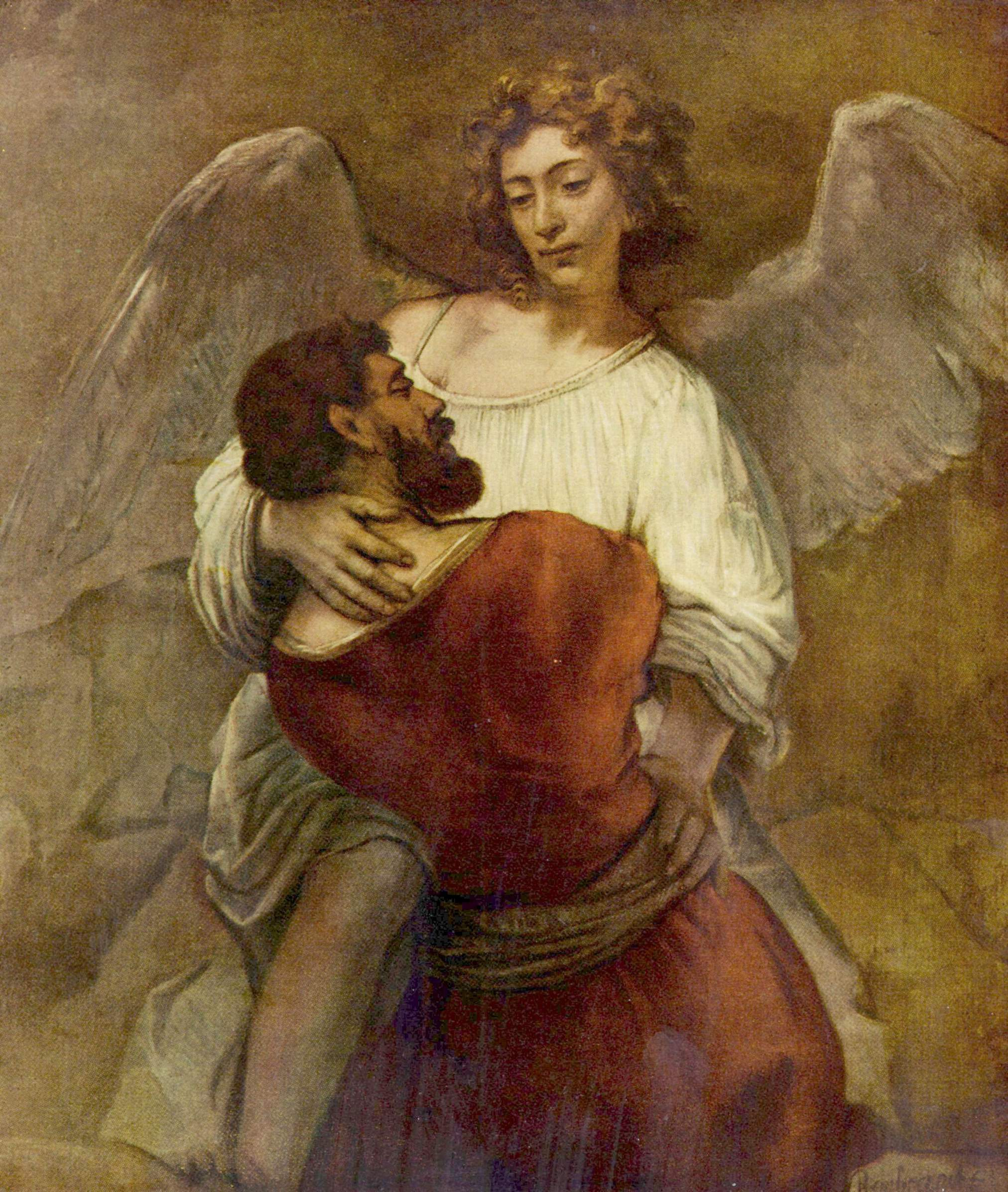
レンブラント・ファン・レイン（1659）
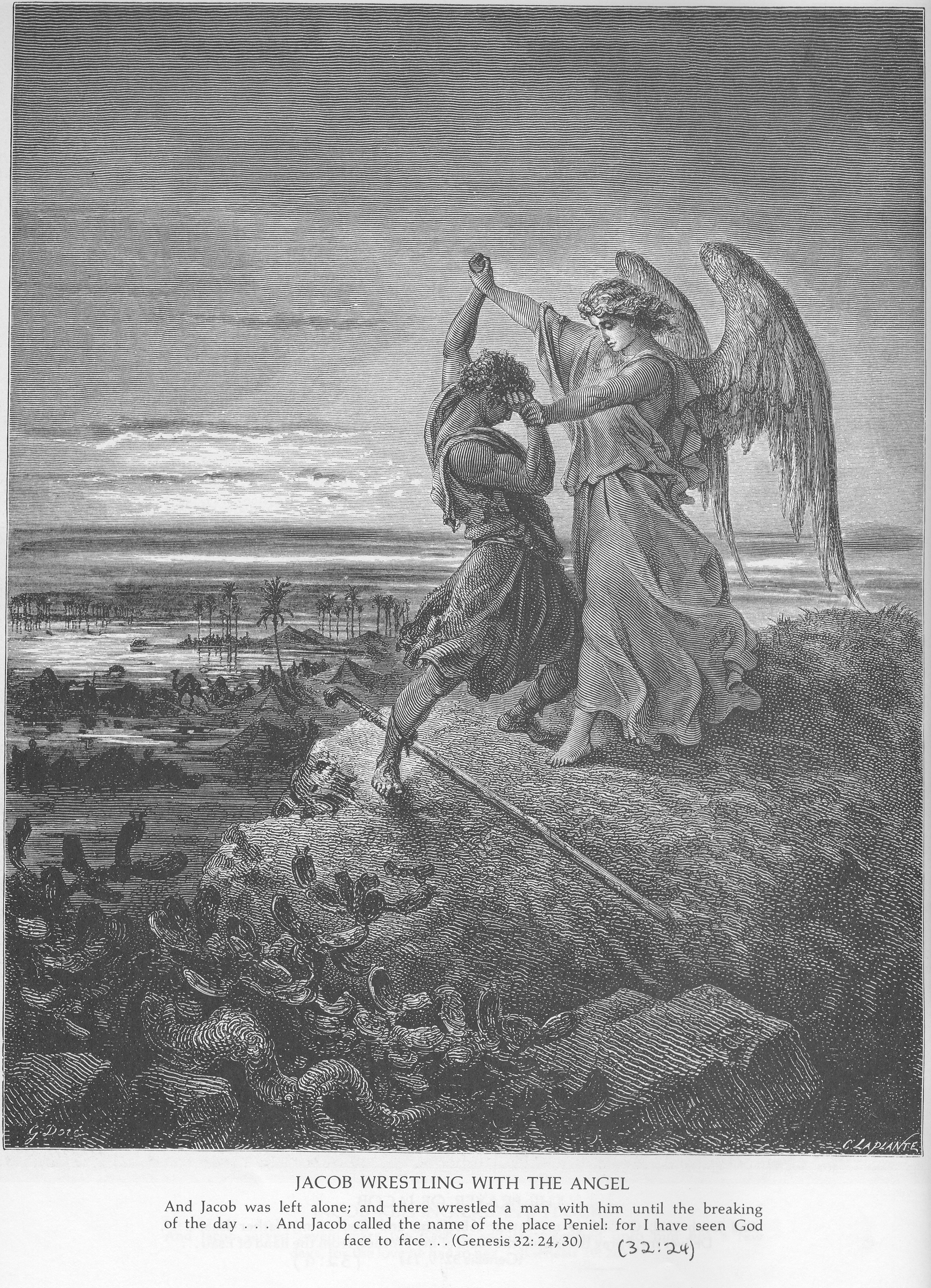
ギュスターブ・ドレ（1855）
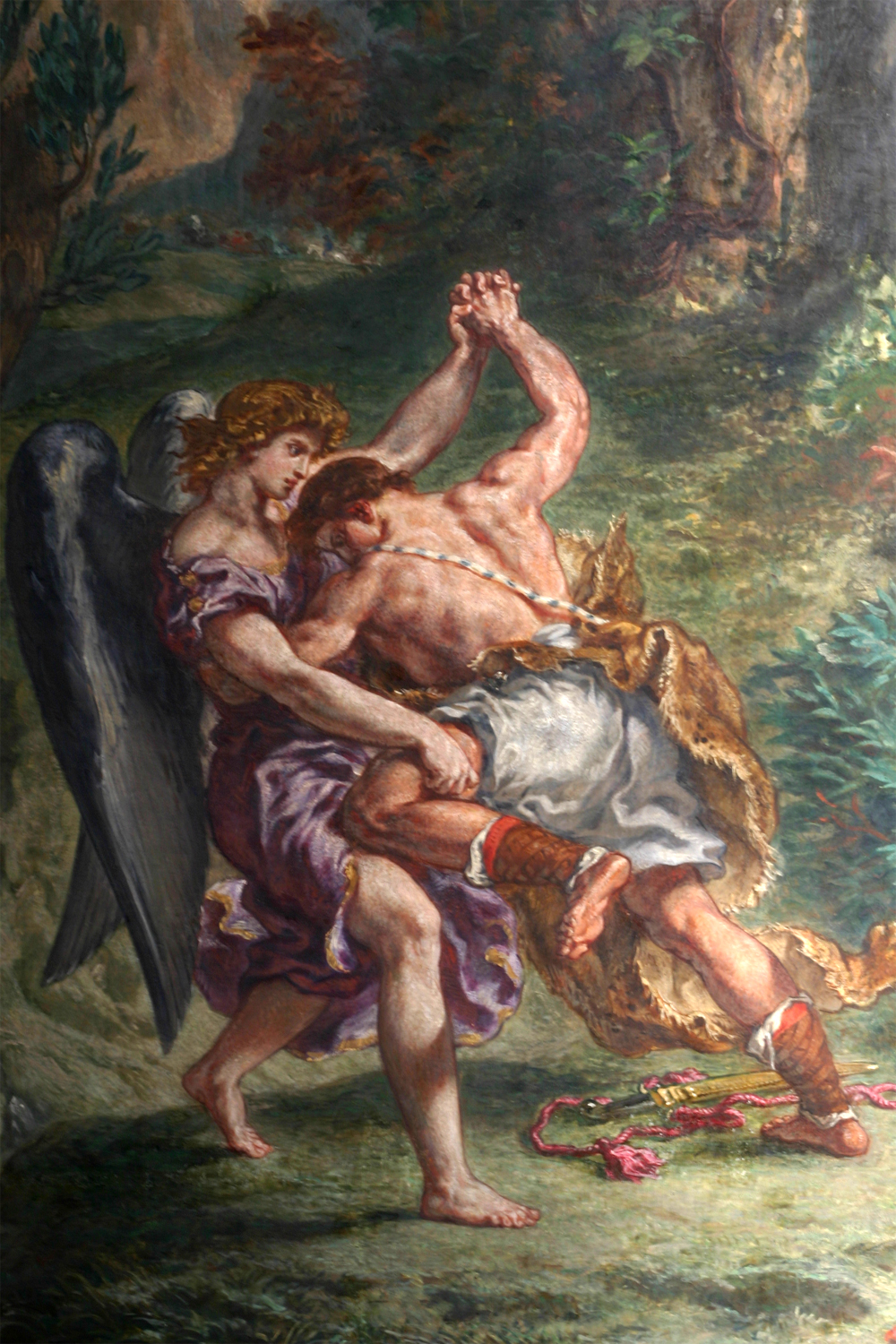
ウジェーヌ・ドラクロワ（1861）
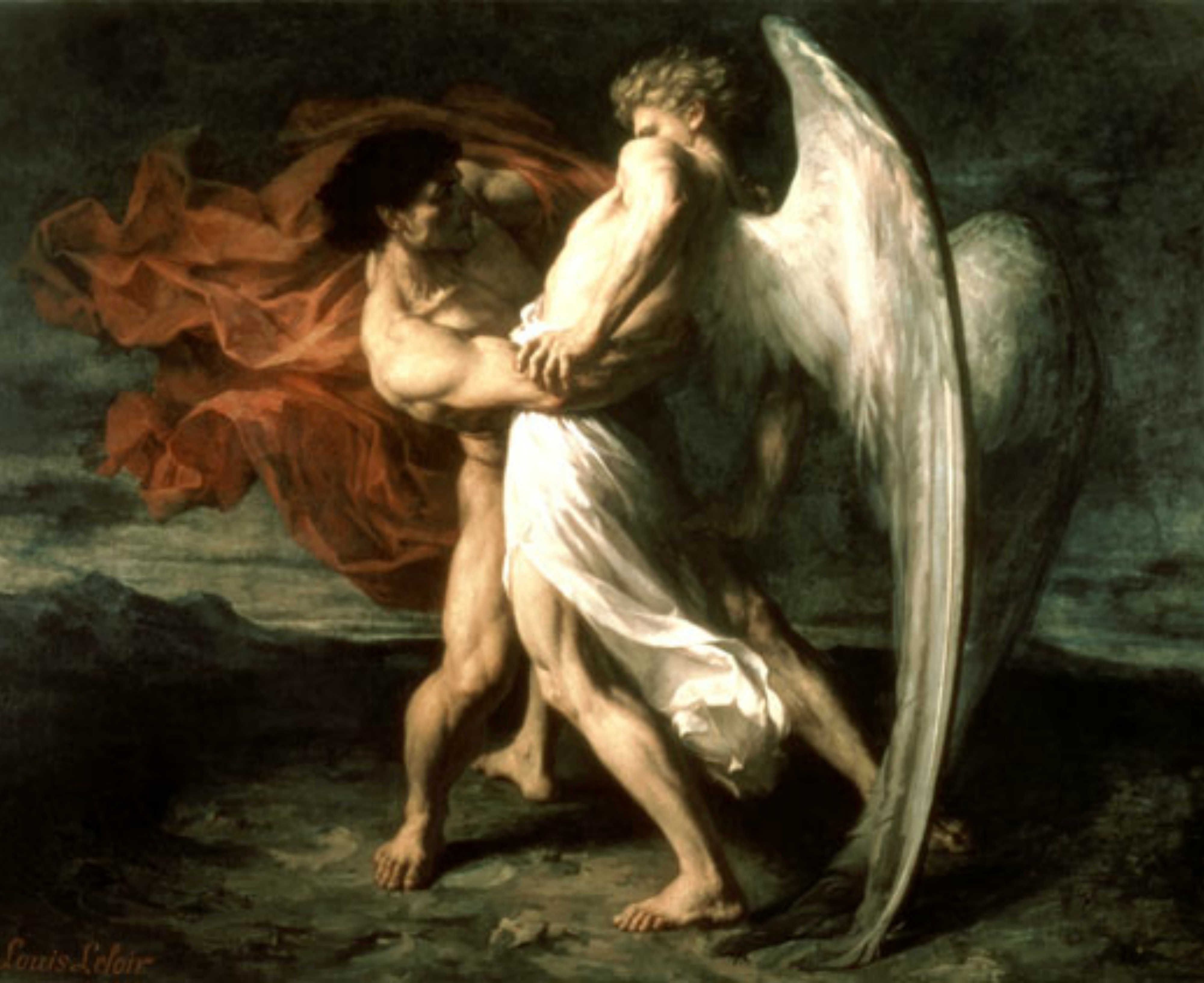
アレクサンドル・ルイ・ルロワール（1865）
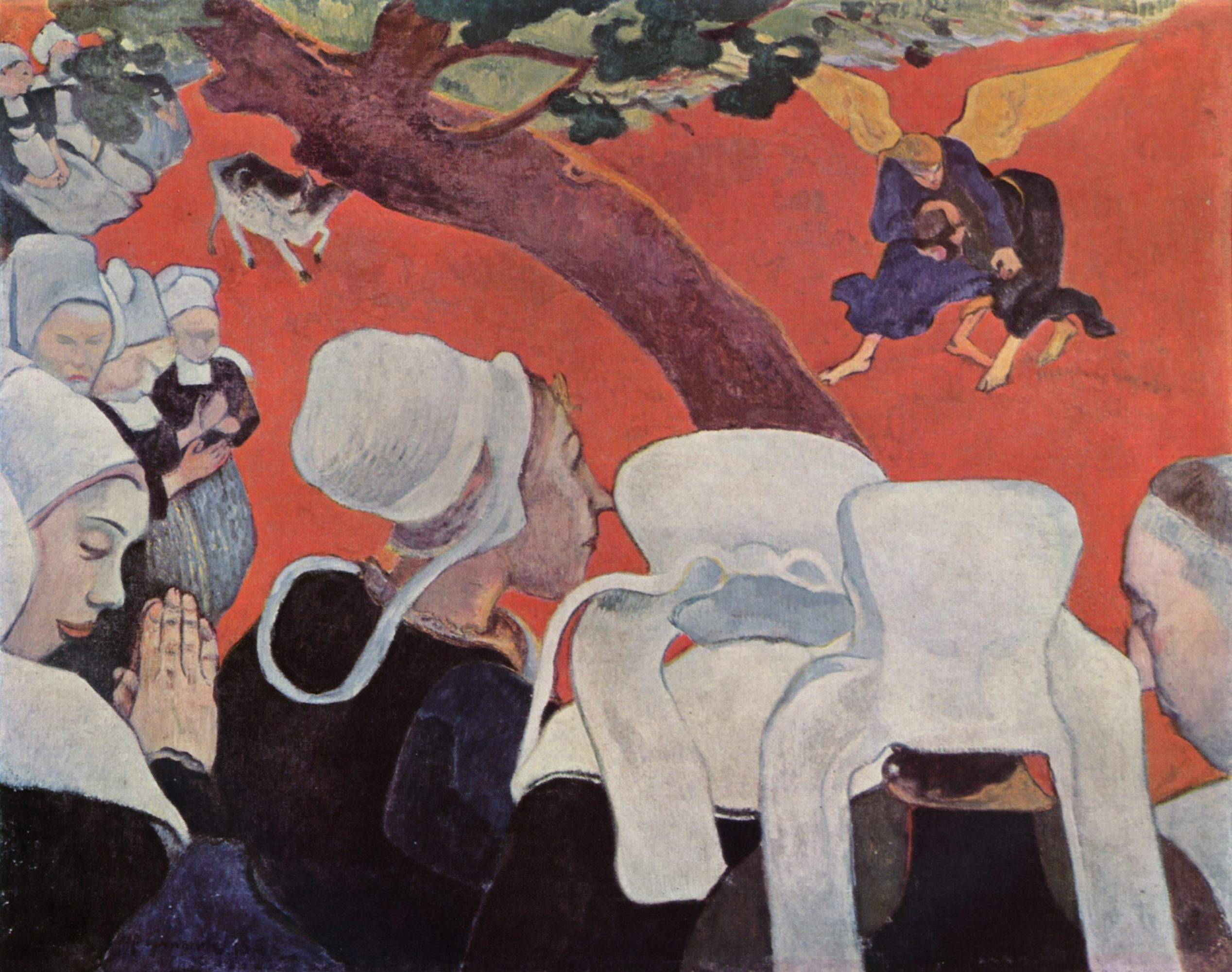
ポール・ゴーギャン（1888）